# デルタ航空博物館
デルタ航空博物館（デルタこうくうはくぶつかん、英語: Delta Flight Museum）は、アメリカ合衆国ジョージア州アトランタにあるハーツフィールド・ジャクソン・アトランタ国際空港にあるデルタ航空が保有する航空博物館である。

## 概要
1995年、デルタ航空アトランタ本社の付属施設として設立。デルタ航空の歴史と、民間航空産業の発展の軌跡を、航空機やユニフォームなどの展示を通して紹介。
博物館は、以前はジェットベースとして知られているデルタテクニカルオペレーションセンターは、完成したとき、1960年代まで使用された2つのデルタ航空整備格納庫に収容されている。博物館は非営利団体であり、ボランティア、寄付、特別なイベントレンタル、ミュージアムショップの販売に依存している。デルタ博物館が進行中のプロジェクトとみなされ、それが様々なアイテム一年中を収集されている。博物館は2014年6月に一般市民に開かれた。それに先立ち、デルタ航空従業員または事前構成は、博物館が位置しているキャンパスにアクセスするために必要であった。

## 展示機材
デルタ航空及び経営統合前のノースウエスト航空で使用されてきた航空機が1と2に分かれた展示施設「ヒストリックハンガー」と、屋外施設の計3箇所に分かれてに置かれている。

### ヒストリックハンガー1
- ダグラス・エアクラフト DC-3 - 従業員とボランティアによる修理を実施した上で寄贈。
- トラベルエアー6Bセダン - 1929年のデルタ航空初の旅客便に使用された航空機に近い型。

### ヒストリックハンガー2
- ボーイング767-232 - 機体記号N102DA 愛称「ザ・スピリット・オブ・デルタ」。1982年に従業員が資金を出して購入。2006年3月退役後に寄贈。
- コンベア880プロトタイプ - コックピット部分のカットボディ
- ロッキード・マーティン L-1011試作機 - コックピット部分のカットボディ
- この他、ボーイング737-200のフライトシミュレーターも設置されている。

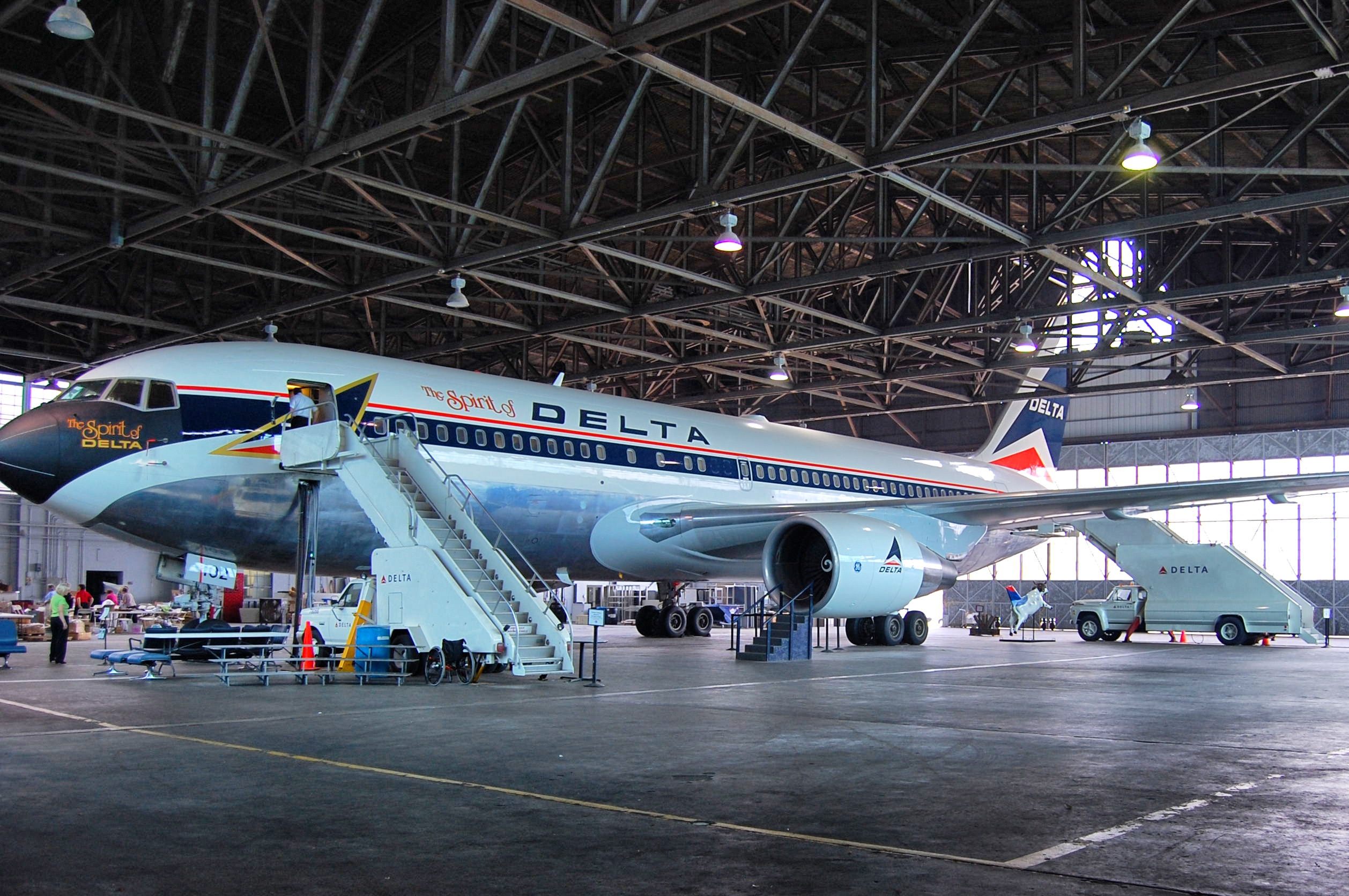
整備格納庫にある
ボーイング767-200
（機体記号：N102DA）
The Spirit of Delta

### 屋外展示
- マクドネル・ダグラス DC-9 - 機体記号N675MC（ノースウエスト航空からの移籍機材）
- ボーイング757-232 - 機体記号N608DL 1985年就航、2013年に移籍先で退役後、アリゾナでストアされていた機体を買い戻した上で寄贈。
- ボーイング747-451 - 機体記号N661US -400シリーズ試作機。1988年試験飛行開始、1989年ノースウエスト航空に納入。

### 747エクスペリエンス
2015年9月8日、「N661US」は、この日のホノルル発アトランタ行きDL836便をもって26年間に及ぶ営業運航を終了し退役、シリーズ初号機のため保存されることとなった。2016年4月30日、機体を空港から隣接する博物館に移動した。
2017年3月28日、747エクスペリエンスと題して一般公開を開始した。
なおこの機は2002年10月9日に発生したノースウエスト航空85便緊急着陸事故の当該機でもあり、無事に緊急着陸した機でもあった。その為、オープニングセレモニーには当時の運航乗務員4名（うちシニア機長と副操縦士1名は既に退職、残り2名はデルタに在籍）も出席した。
- 最終就航後のB747-400
（2016年8月20日）
- 747 Experience
オープニングセレモニー
（2017年3月28日）
- 展示用に改修された機内。パイプ・ケーブル・断熱材等が剥き出し。座席も一部を残して撤去された。
- 記念式典に出席したNW85便の運航乗務員（2階ビジネスクラス「デルタ・ワン」室内）
- デルタカラーの垂直尾翼
（2017年3月28日）